# Ferea
Ferea o Farea es el nombre de una antigua ciudad griega de Arcadia.
Es citada por Estrabón, que la menciona cerca de la frontera de Arcadia con Élide, comentando que las ciudades de Harpina y Cicisio se hallaban en el camino que iba desde Olimpia a Ferea.
Polibio también la cita, en el marco de la expedición de Filipo V de Macedonia por Trifilia.
Se desconoce su ubicación exacta.